# La Romana (prowincja)
La Romana – jedna z 32 prowincji Dominikany. Stolicą prowincji jest miasto La Romana.

## Opis
Prowincja położona na południowym wschodzie Dominikany, zajmuje powierzchnię 652 km² i liczy 245 433 mieszkańców 1 grudnia 2010.

## Gminy
| Lp.     | Gmina         | Liczba ludności (2010) | Powierzchnia (km²) |
| ------- | ------------- | ---------------------- | ------------------ |
| 1       | Guaymate      | 16 558                 | 262                |
| 2       | La Romana     | 139 671                | 272                |
| 3       | Villa Hermosa | 89 204                 | 118                |
| Łącznie |               | 245 433                | 645                |